# Bahnivec horský
Bahnivec horský (Redunca fulvorufula) je antilopa obývající severovýchodní část Jižní Afriky. Vyskytuje se v hornatých oblastech v lesích, nebo v krajinách s roztroušenými stromi a keři, většinou poblíž vodního zdroje.

## Popis
Kohoutková výška se pohybuje kolem 75 cm, hmotnost může přesáhnout i 30 kg. Srst se liší podle třech poddruhů (viz níže), ale většinou je rudohnědá nebo šedá s bílou břišní částí těla. Samci mají zhruba 35 cm dlouhé růžky, které využívají k soubojům o samice v období páření; samice mají růžky také, ale podstatně menší.

## Chování

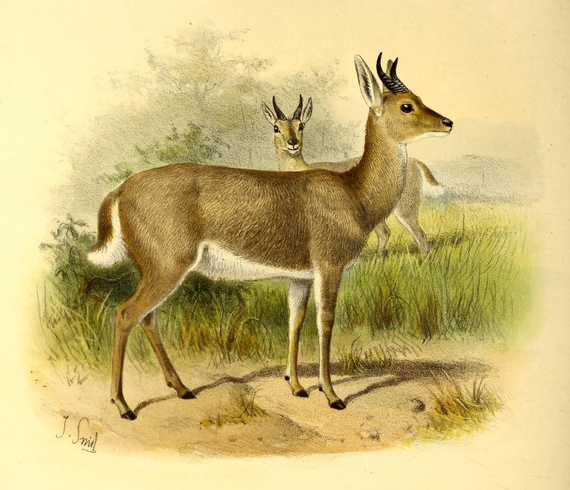
Bahnivec horský (1894)

Bahnivec horský je aktivní ve dne, až na horké dny, kdy odpočívá ve stínu stromů. Živí se trávou, listy, pupeny, květy a pokud je možnost, tak i ovocem. Pokud je vyrušen predátorem, mezi které patří lvi, levharti, psi hyenovití, šakali a karakalové, občas i paviáni, vydá poplašný signál a dá se na útěk, přičemž se snaží co nejrychleji skrýt v nejbližším úkrytu.
Je to zvíře společenské, které žije obvykle v nevelkých stádech tvořených zhruba pěti jednotlivci, včetně jednoho dospělého samce, který stádo vede a brání. V období sucha se tyto stáda občas spojují a tvoří až třicetičlenné skupiny. Byly zaregistrovány i výjimky, kdy žil bahnivec horský samostatně. Samci jsou vysoce teritoriální a brání si území velké zhruba 15 až 48 ha.
Bahnivec horský se může rozmnožovat po celý rok, ale většina mláďat se rodí v období mezi létem a podzimem, tedy ve vrcholné době období dešťů. Samice se mohou rozmnožovat již ve věku 9 až 12 měsíců, většinou se tak však děje o něco později, mezi 12 až 14 měsícem života. Samci dosahují pohlavní dospělosti ve věku jednoho roku. Samice rodí zhruba po osmi měsíční březosti jediné mládě, které po narození vážní průměrně 3000 g. O výchově mláďat neexistuje příliš důvěryhodných podkladů. Mládě je schopno následovat matku během několika hodin života a matka ho kojí až do chvíle, kdy jí mládě opouští. Jelikož samci dosahují pohlavní dospělosti ve věku jednoho roku, děje se tak těsně před dosažením této věkové hranice.
V přírodě se bahnivec horský dožívá průměrně 12 let.

## Poddruhy
Rozeznáváme tři poddruhy:
- R. f. fulvorufula, obývající Jihoafrickou republiku, Botswanu a Mosambik
- R. f. chanleri, obývající Ugandu, Tanzanii, Kuňu a Súdán
- R. f. adamauae, obývající Nigérii a Kamerun[zdroj?]